# USS Sable (IX-81)

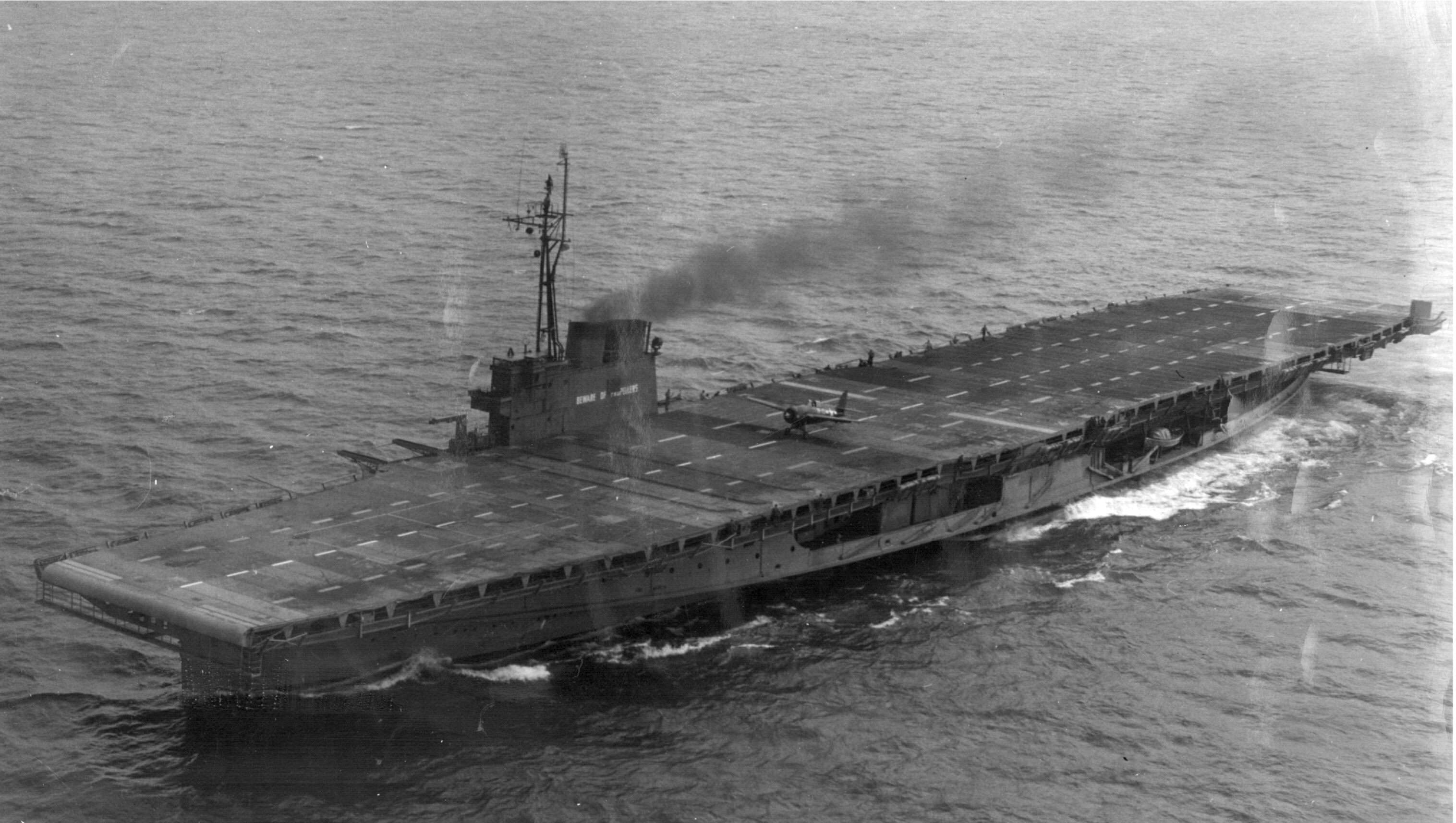

USS Sable (IX-81) – amerykański lotniskowiec szkolny służący w United States Navy podczas II wojny światowej. Został przerobiony z jeziorowego bocznokołowego parowca o napędzie węglowym. Był wykorzystywany w zaawansowanym szkoleniu lotników morskich - ćwiczono na nim starty i lądowania na lotniskowcu.
Noszący wcześniej nazwę „Greater Buffalo”, „Sable” został zbudowany w 1924 przez American Ship Building Company, (Lorain (Ohio)), nabyty przez Marynarkę 7 sierpnia 1942 od Detroit and Cleveland Navigation Company. Nazwany „Sable” 19 września 1942, przerobiony w Erie Plant, American Shipbuilding Co. w Buffalo i przyjęty do służby 8 maja 1943, z komandorem Williamem A. Schoechem jako dowódcą.
Okręt bazował w Chicago wraz ze swym siostrzanym lotniskowcem szkolnym „Wolverine” (IX-64). Po zainstalowaniu pokładu lotniczego parowiec był używany jako okręt szkolny służący do polepszania umiejętności pilotów morskich. Został przydzielony do 9 Dystryktu Morskiego 1 czerwca 1943 i przeprowadzał operacje z lotnikami do momentu wycofania ze służby 7 listopada 1945.
„Wolverine” i „Sable” razem wyszkoliły 17 820 pilotów w czasie 116 000 lądowań (w tym 51 000 na „Sable”). Jednym z pilotów egzaminowanych na tym lotniskowcu był 20 letni podporucznik (przyszły prezydent USA) George H.W. Bush. Prezydent wspominając swoje doświadczenia z tego okresu powiedział: 

Pamiętam te zimowe loty nad Wielkimi Jeziorami w otwartym kokpicie bardzo dobrze. Było mi najzimniej w całym moim życiu.

"Sable" został skreślony z rejestru okrętów 28 listopada 1945. Sprzedany przez Komisję Morską firmie H. H. Buncher Co. 7 lipca 1948 i został złomowany 27 lipca.
Do 2007 roku żaden inny okręt US Navy nie nosił nazwy "Sable".